# Wangkuirenita
La wangkuirenita és un mineral de la classe dels òxids.

## Característiques
La wangkuirenita és un selenit de fórmula química Pb₃Cl₂(SeO₃)₂. Va ser aprovada com a espècie vàlida per l'Associació Mineralògica Internacional en el mes de juliol de l'any 2023, i encara resta pendent de publicació. Cristal·litza en el sistema monoclínic.
Les mostres que van servir per a determinar l'espècie, el que es coneix com a material tipus, es troben conservades al Museu Mineral de la Universitat d'Arizona Alfie Norville, a Tucson (Arizona), amb el número de catàleg: 22731, i al projecte RRUFF, amb el número de mostra: R220047.

## Formació i jaciments
Va ser descoberta a la mina Baccu Locci, situada al municipi de Villaputzu, dins la província de Sardenya del Sud (Sardenya, Itàlia). Aquesta mina italiana és l'únic indret de tot el planeta on ha estat descrita aquesta espècie mineral.